# Philodendron ubigantupense
Philodendron ubigantupense är en kallaväxtart som beskrevs av Thomas Bernard Croat. Philodendron ubigantupense ingår i släktet Philodendron och familjen kallaväxter. Inga underarter finns listade.